# Ipomoea chondrosepala
Ipomoea chondrosepala är en vindeväxtart som beskrevs av Hallier f. Ipomoea chondrosepala ingår i släktet praktvindor, och familjen vindeväxter. Inga underarter finns listade i Catalogue of Life.